# Jean-Adolphe de Schwarzenberg
Cet article concerne Jean-Adolphe de Schwarzenberg. Pour les autres membres de famille de Schwarzenberg à avoir porté ce nom, voir Maison de Schwarzenberg.
Jean-Adolphe de Schwarzenberg, né le 20 septembre 1615 et mort le 26 mai 1683, est le premier prince de Schwarzenberg. Diplomate au service des Habsbourg, il est issu de la prestigieuse famille de Schwarzenberg.

## Biographie
Jean-Adolphe de Schwarzenberg est né le 20 septembre 1615 à Wermelskirchen, alors terre du Saint-Empire. Il est le fils du comte Adam de Schwarzenberg et Marguerite de Pallant.
Diplomate avisé, il a d'abord servi à Vienne, avant d'entrer au service de Léopold-Guillaume de Habsbourg, alors gouverneur général des Pays-Bas espagnols, dont il devint le chambellan. Il vécut alors à Bruxelles à la cour de l'archiduc. Jean-Adolphe de Schwarzenberg était un homme très cultivé et polyglotte, familier des lettres classiques et grand mécène. Avec le temps, il a recueilli une riche collection d'œuvres d'art qu'il a transmis à ses descendants. Il est nommé chevalier de la Toison d'or en 1650.
Il jouit d'un immense crédit auprès de l'archiduc Léopold-Guillaume de Habsbourg. Après la mort de ce dernier en 1662, Jean-Adolphe de Schwarzenberg s'établit de manière permanente en Bohême, il acquiert ainsi les domaines de Wittingau en 1660 et de Frauenberg en 1661.
Jean-Adolphe était un bon gestionnaire. Il a beaucoup contribué à améliorer les terres qu'il possédait en introduisant par exemple de nouvelles cultures ou en soutenant le développement de l'artisanat. Dévot, il chercha à aider les plus démunis en fondant entre autres un refuge pour les pauvres.
Le 14 juillet 1670, l'empereur Léopold Ier le fait prince de Schwarzenberg.
Il est mort le 26 mai 1683 dans sa soixante-septième année à Laxenbourg, en Autriche.

### Mariage et descendance
Le 15 mars 1644, il épouse à Vienne Marie-Justine de Starhemberg (1608 – 1681). Ils eurent six enfants :
- Jean Léopold Philippe (janvier 1647 – août 1647) ;
- Ferdinand Guillaume (1652 – 1703), qui suit ;
- Louis Adam (1655 – 1656) ;
- Marie Ernestine (1649 – 1719) ;
- Charlotte (1654 – 1661) ;
- Polyxène (1658 – 1659).

## Titres
- Premier prince de Schwarzenberg.

## Décorations
| Ruban de l'ordre de la Toison d'or |

- Chevalier de la Toison d'or (brevet no 430, 1650).